# Az 1904. évi nyári olimpiai játékok éremtáblázata
Az 1904. évi nyári olimpiai játékok éremtáblázata az 1904. évi nyári olimpiai játékokon érmet nyert nemzeteket tartalmazza. A sorrendet a több nyert aranyérem, ennek egyenlősége esetén a több nyert ezüstérem, ennek egyenlősége esetén a több nyert bronzérem, illetve mindhárom szám egyenlősége esetén az ABC-sorrend határozza meg. A sorrend nem jelenti a részt vevő országok hivatalos – a Nemzetközi Olimpiai Bizottság szerinti – sorrendjét.
(A táblázatban Magyarország és a rendező nemzet csapata eltérő háttérszínnel, az egyes számoszlopok legmagasabb értéke, vagy értékei vastagítással kiemelve.)
| Az 1904. évi nyári olimpiai játékok éremtáblázata | Az 1904. évi nyári olimpiai játékok éremtáblázata | Az 1904. évi nyári olimpiai játékok éremtáblázata | Az 1904. évi nyári olimpiai játékok éremtáblázata | Az 1904. évi nyári olimpiai játékok éremtáblázata | Olimpia  |
| ------------------------------------------------- | ------------------------------------------------- | ------------------------------------------------- | ------------------------------------------------- | ------------------------------------------------- | -------- |
|                                                   | Ország                                            | Arany                                             | Ezüst                                             | Bronz                                             | Összesen |
| 1.                                                | Egyesült Államok (USA)                            | 78                                                | 82                                                | 79                                                | 239      |
| 2.                                                | Németország (GER)                                 | 4                                                 | 4                                                 | 5                                                 | 13       |
| 3.                                                | Kuba (CUB)                                        | 4                                                 | 2                                                 | 3                                                 | 9        |
| 4.                                                | Kanada (CAN)                                      | 4                                                 | 1                                                 | 1                                                 | 6        |
| 5.                                                | Magyarország (HUN)                                | 2                                                 | 1                                                 | 1                                                 | 4        |
| 6.                                                | Nagy-Britannia (GBR)                              | 1                                                 | 1                                                 | 0                                                 | 2        |
| 6.                                                | Nemzetközi Csapat (ZZX)                           | 1                                                 | 1                                                 | 0                                                 | 2        |
| 8.                                                | Görögország (GRE)                                 | 1                                                 | 0                                                 | 1                                                 | 2        |
| 8.                                                | Svájc (SUI)                                       | 1                                                 | 0                                                 | 1                                                 | 2        |
|                                                   |                                                   |                                                   |                                                   |                                                   |          |
| 10.                                               | Ausztria (AUT)                                    | 0                                                 | 0                                                 | 1                                                 | 1        |
|                                                   |                                                   |                                                   |                                                   |                                                   |          |
| Összesen                                          | Összesen                                          | 96                                                | 92                                                | 92                                                | 280      |